# カリッシュ
カリッシュ(Currish)は、2014年9月7日に誕生した日本の女性3人組のアバターアイドルグループである。所属事務所はカリッシュ事務局。全ての楽曲は、作曲家サワグチカズヒコの作曲による。プロデュースはサワグチカズヒコと札幌スープカリィの店ピカンティによる共同プロデュース。

## メンバー
- わおん（CVは碧、設定上の誕生日は2014年（平成16年）5月27日 - ）
- あみ（CVは綾野はる、設定上の誕生日は2014年（平成16年）7月6日 - ）
- なな（CVは深憂、設定上の誕生日は2014年（平成16年）4月17日 - ）

## 略歴

### サワグチ教授の就任
作曲家サワグチカズヒコがサワグチ教授として学園生活ブラウザゲーム『キャラフレ』における翔愛学園の上位校に位置するカレッジ教諭として2014年5月就任する。

### オーディション
サワグチ教授によるアバターアイドルユニットオーディションが2014年5月に開催。募集のテーマは「札幌スープカリィ」を全国に広めるアイドルグループというものであった。

### デビュー
2014年（平成16年）に「感じて！スープカリィ」でデビュー

## ディスコグラフィ

### シングル用楽曲
| 発表順 | タイトル             | 発表日         | 作詞             | 作曲             | 編曲             | 備考 |
| 1      | 感じて！スープカリィ | 2014年9月7日   | サワグチカズヒコ | サワグチカズヒコ | サワグチカズヒコ | デビュー曲。最後のフレーズは「出来立てアツアツ召し上がれ！」だが、当時最後のフレーズは「サワグチ教授はオクラ抜き！」だった。 |
| 2      | 虹色キャンバス       | 2014年11月22日 | 久々原千悠       | サワグチカズヒコ | サワグチカズヒコ | 2nd曲。翔愛学園秋の学園祭である翔愛祭のテーマ曲。 |
| 3      | クリスマスくれよん   | 2014年12月14日 | つじぞー☆        | サワグチカズヒコ | サワグチカズヒコ | |
| 4      | PAPA DON'T BREACH    | 2014年12月27日 | サワグチカズヒコ | サワグチカズヒコ | サワグチカズヒコ | 仕事帰りにネオン街に消えてゆく新橋のサラリーマンにサワグチカズヒコが着想を得て作られた曲とされる。「パパ、パパ、呑め呑め〜」のフレーズで女子高生が「お父さん、嫌な事はお酒を呑んで忘れて明日からまた頑張って」と応援する耳タコ曲。応援ソングながら女子高生がお酒を薦めるという意味で物議を醸す。発表時点ではまだ１番しか存在していなかった。 「1st Season」と「2nd Season」がある。 |
| 5      | 僕らの卒業           | 2015年3月4日   | 永井翔也         | サワグチカズヒコ | サワグチカズヒコ | 詞は翔愛学園歌詞コンテストにより選ばれた。 |
| 6      | MOON BUTTERFLY       | 2014年12月27日 | 李桜（りお）     | サワグチカズヒコ | サワグチカズヒコ | |
| 7      | SPICY SUMMER         | 2015年7月17日  | ホリイモマ       | サワグチカズヒコ | サワグチカズヒコ | |
| 8      | MY FIRST LOVE        | 2015年8月8日   | 李桜（りお）     | サワグチカズヒコ | サワグチカズヒコ | |
| 9      | ごんぼほって北海道   | 2015年9月24日  | 須藤修           | サワグチカズヒコ | サワグチカズヒコ | |
| 10     | 太陽のスポットライト | 2015年10月3日  | あみあみな       | サワグチカズヒコ | サワグチカズヒコ | 翔愛学園体育祭2015テーマ曲(1) |
| 11     | SHALL WE CURRY ?     | 2015年10月11日 | つじぞー☆        | サワグチカズヒコ | サワグチカズヒコ | 下北沢カレーフェスティバル2015 サブテーマ曲 |
| 12     | 栄光の光             | 2015年10月11日 | 月見団子         | サワグチカズヒコ | サワグチカズヒコ | 翔愛学園体育祭2015テーマ曲(2) |
| 13     | 一汁三菜（カヴァー） | 2015年10月11日 | 育ドル娘         | サワグチカズヒコ | サワグチカズヒコ | 育ドル娘とのコラボ曲 |
| 14     | 雪色マスカレード     | 2015年12月10日 | ホリイモマ       | サワグチカズヒコ | サワグチカズヒコ | |
| 15     | Curri-Curri          | 2016年3月12日  | つじぞー☆        | サワグチカズヒコ | サワグチカズヒコ | |
| 16     | SHOW 愛 HEART        | 2016年3月13日  | つじぞー☆        | サワグチカズヒコ | サワグチカズヒコ | 2016年度よりログインした時に流れるテーマ曲 |

## 主な関係者
サワグチカズヒコ
本名澤口和彦（さわぐちかずひこ）。作曲家。
須藤修（すどうおさむ）
株式会社札幌スパイス代表。歌手。
辻蔵弥生
マネージャー。
碧（みどり）
わおん役CV。シンガーソングライター。
深憂（みう）
なな役CV。歌手。
綾野はる（あやのはる）
あみ役CV。歌手。ナレーター。